# 唯一支持蔡英文
唯一支持蔡英文是2020年中華民國總統選舉的中國國民黨總統參選人韓國瑜所採用的一項競選策略，韓國瑜認為在該次選舉中有許多有心人士惡意操弄民意調查，因此他呼籲自己的支持者在接受民調時，應該對自己的競爭對手之一，民主進步黨總統候選人蔡英文表示支持，但是要在投票日時投票支持韓國瑜。韓國瑜競選辦公室聲稱，這項策略可以讓民調無法反映真實的情況，也能讓假民調無法打擊韓國瑜支持者的信心。這項策略對總統選舉的民調產生些許影響，亦影響選舉的地下賭盤，然而最終韓國瑜並未勝選。

## 策略
2020年中華民國總統選舉於2020年1月11日舉行，該次選舉有三組候選人角逐中華民國總統與副總統之位，分別是親民黨提名的宋楚瑜和余湘，中國國民黨提名的韓國瑜和張善政，民主進步黨提名的蔡英文和賴清德。在選舉前，有多家媒體或單位公布了相關的民意調查數據，在這些民調中，韓國瑜的支持度普遍落後蔡英文。韓國瑜陣營對民調是否有效感到懷疑，認為無法測出真實的民意；因此韓國瑜於2019年11月28日呼籲自己的支持者，在接到民調電話時要拒絕回答，藉此讓民意調查失準，直到投票日當天再投票支持韓國瑜。
然而韓國瑜在11月29日便提出新的策略，他呼籲自己的支持者在接到民調時，要回答「唯一支持蔡英文」，但在投票日當天則要投票支持韓國瑜。韓國瑜表示，假民調是詐騙行徑，會打擊韓國瑜支持者的信心，便為此反向操作，並認為這項策略猶如「廢了民進黨一隻手」。韓國瑜的副手張善政表示，這項策略是韓國瑜本人提出，他認為這是「聰明的鬼點子」。韓國瑜陣營表示，陣營內部的民調與外界的民調有明顯的差距，推斷是民進黨操作民調所導致的結果，因此韓國瑜透過這項策略來打亂民調。

## 對民調的影響
韓國瑜競選總部的發言人葉元之在2019年12月5日預估，蔡英文的民調支持度會因為這項策略而變得越來越高，可能會超過70%。韓國瑜在同月9日表示約有5%至6%的支持者在民調上轉向支持蔡英文。依據自由時報在12月12日公布的民調，約有1.12%的受訪者回答「唯一支持蔡英文」。除了對總統選舉的民調本身產生影響，這項策略也擾亂了選舉的地下賭盤，造成部分賭盤停止開盤或將已開的賭盤停收。但這項策略並未掩蓋真實的民意，也並未讓韓國瑜勝選。

## 競爭對手的評價
對於這項競選策略，蔡英文指出，政治人物應該為人民做事，而非下令人民做事。而賴清德則表示，民進黨以及民進黨的支持者都不必受到韓國瑜所說的任何話影響。民進黨的黨主席卓榮泰表示，韓國瑜的策略是在公然造假。民進黨秘書長羅文嘉則質疑，韓國瑜的策略是在掩護選舉賭盤，這項說法遭到韓國瑜競選辦公室駁斥。
宋楚瑜的競選辦公室發言人于美人表示，如果韓國瑜的支持者說不出「唯一支持蔡英文」，可以改說「唯一支持宋楚瑜」。